# 균열형 칩
균열형 칩(crack type chip)은 주철과 같은 취성재료를 저속절삭할 때 나타나며 순간적으로 균열(crack)이 발생하는 불연속칩(discontinuous chip)때문에 절삭저항(절삭력)이 크게 변동한다. 따라서 가공면은 홈을 깊게 파면서 거칠다.